# Kingsbarns Golf Links

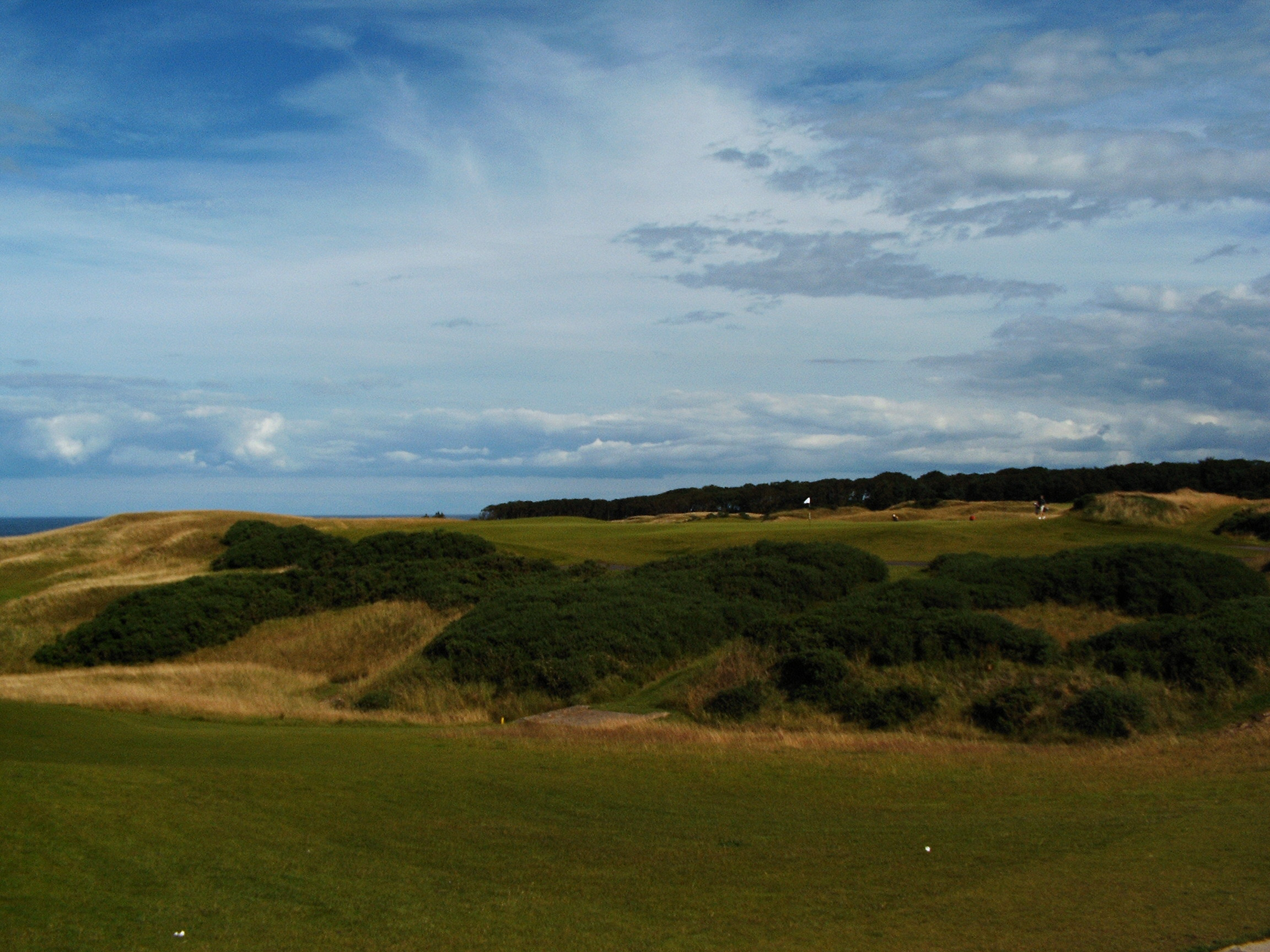

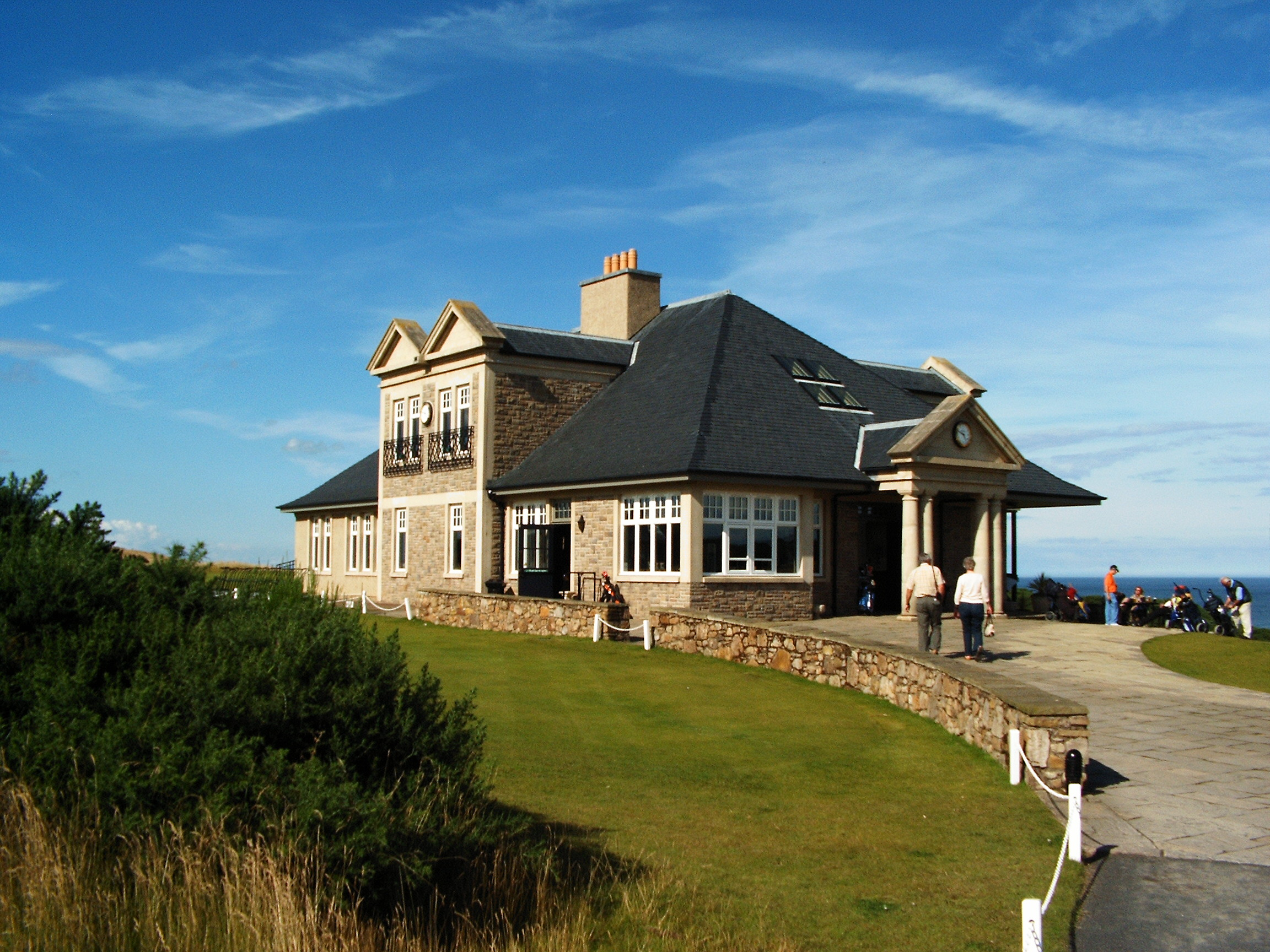

De Kingsbarns Golf Links is een golfbaan aan de oostkust van Schotland. De club werd in 1922 opgericht. 
Kingsbarns, een dorp aan de kust van Fife, heeft een oude golfgeschiedenis. In 1793 werd de Kingsbarns Golfing Society opgericht. Deze had een golfbaan op grond die van het landgoed Cambo werd gehuurd. Vanaf 1850 werd het land weer door de eigenaar voor landbouw gebruikt.
In 1922 werd de huidige Kingsbarns Golf Club opgericht. Er werd door Willie Auchterlonie een 9 holesbaan ontworpen maar het land was wegens de Tweede Wereldoorlog in 1939 nodig voor landbouw.
De huidige Kingsbarns Golf Links werd in 2000 door Mark Parsinnen en Kyle Phillips ontworpen.

## Toernooien
Hier worden sinds 2001 drie rondes van het Alfred Dunhill Links Kampioenschap gespeeld, waarna de finale op St Andrews plaatsvindt. In 2007 werden op Kingsbarns de St Andrews Trophy en de Jacques Leglise Trophy gespeeld.

## Onderscheidingen
- Golfbaan van het Jaar, door van het Schotse Toeristen Bureau, 2012, 2013
- Beste nieuwe golfbaan (aangelegd na 1960), door het Amerikaanse blad Golf Week, 2011, 2012, 2013